# Hauza
Hauza o Haouza è un villaggio del Sahara Occidentale nel nord della regione interna della Saguia el Hamra. La città è all'interno del terzo muro marocchino e lo rasenta.

## La demografia recente
Anche qui vi è stata una forte sostituzione, o meglio integrazione, fra i residenti precedenti al 1975 con nuovi coloni marocchini.
Tabella abitanti:
| Anno              | Abitanti |
| ----------------- | -------- |
| 1994 (censimento) | 2.940    |
| 2004 (censimento) | 8.769    |

## Hauza a Tindouf
Nelle quattro wilaya in cui si strutturano i campi dei rifugiati Saharawi a Tindouf, Hauza una daira nella wilaya di Smara della RASD.

## Amministrazione

### Gemellaggi
- Terranuova Bracciolini
- Camaiore
- Buti
- Lastra a Signa
- Montaione
- Borgo San Lorenzo
- Cerreto Guidi

### Patto d'amicizia
- Quattro Castella